# Мери Стоупс
Мери Шарлот Кармајкл Стоупс (енгл. Marie Charlotte Carmichael Stopes; Единбург, 15. октобар 1880 — Доркинг, 2. октобар 1958) била је шкотска списатељица, ботаничарка и активисткиња за женска права. Основала је 1921. године прву клинику за контрацепцију у Уједињеном Краљевству. Иако су њена клиничка делатност, радови и говори изазивали бурне реакције, поготово од стране католика, значајно је утицала на смањење стигматизације контроле рађања. Подржавала је и еугенику, сматрајући да инфериорне жене нижих класа не треба да рађају децу.

## Одрастање и образовање
Мери Стоупс је одрасла у добростојећој, образованој породици. Отац јој је био архитекта, а мајка се бавила делима Шекспира и била је заговорница образовања жена. Стоупсова је похађала Универзитет у Лондону, где је 1902. године дипломирала ботанику и геологију. Наставила је своје образовање у пољу палеоботанике. Постала је прва жена чланица Универзитета у Манчестеру. Специјализовала се у изучавању фосилних биљака. Са првим мужем, ботаничарем Реџиналдом Раглс Гејтсом, венчала се 1911. године. Касније је изјавила да њен први брак није био испуњујућ, и да је знала јако мало ствари о сексу. Њен пропали брак и коначан прекид 1916. имали су огромну улогу у њеном даљем усмеравању у каријери, односно да посвети пажњу на проблеме у сексу, браку и рађању деце. Видела је контролу рађања као начин одржавања брака испуњеним и спречавање физичке исрпљености жена од прекомерног рађања.

## Венчана љубав
Године 1918. је објавила књигу Венчана љубав, у којој је изнела ставове о једнакости мушкараца и жена у браку. Пружала је савете о сексу и контрацепцији. Њене изјаве су биле веома радикалне за то доба и изазвале су велику пажњу јавности, а такође су изазвали огроман публицитет књиге - за две недеље продато је више од две хиљаде књига. Њена дела су помогла да се промене старомодни викторијански ставови према браку. Након објављивања књиге, почела је да добија писма у којима су јој се жене обраћале за помоћ и савет. Затим је уследила нова књига, Мудро родитељство, коју је објавила 1924. године.

## Планирање породице
Била је позната и због својих радова из области планирања породице. Године 1921. је отворила прву британску клинику за породично планирање, у Холвеју, Лондон. Клиника је премештена у Централни Лондон 1925, и постоји и данас. Године 1930. учествовала је у оснивању Британскох националног савета за конторлу рађања, чиме је наставила залагање за проширење употребе контрацепције.